# 서울신흥초등학교
서울신흥초등학교(서울新興初等學校)는 대한민국 서울특별시 금천구 시흥4동에 있는 공립 초등학교이다.
2015년 3월 서울흥일초등학교와 통폐합하여 서울신흥초등학교로 새롭게 출발했다. 기존 흥일초등학교 자리는 한울중학교가 이전하였다.

## 학교 연혁
- 1991년 3월 25일: 서울신흥국민학교 설립 인가
- 1991년 10월 31일: 개교
- 1993년 10월 29일: 축구부 창단
- 1996년 3월 1일: 서울신흥초등학교로 교명 개칭

- 1997.09.30 급식실, 강당, 과학실, 컴퓨터실 개관
- 2000.10.18 학내 전산망 설치
- 2004.09.01 과학실 현대화
- 2005.09.01 도서실 현대화
- 2008.03.01 26학급 편성
- 2008.06.14 학교 공원화 사업 '수목공원' 조성
- 2008.11.25 도서실 환경 개선
- 2008.12.29 디지털 기상대 설치
- 2009.07.16 영어전용교실 설치
- 2011.12.07 다목적체육관 개관식
- 2012.02.15 제20회 졸업식 (116명, 누계: 3137명)
- 2016.02.12 제24회 졸업식 (134명, 누계: 3271명)

## 참고 자료
- 서울신흥초등학교 - 한국교육학술정보원 학교알리미